# Brachyuromys ramirohitra
Brachyuromys ramirohitra је врста глодара (Rodentia) из породице Nesomyidae. 

## Распрострањење
Ареал врсте је ограничен на једну државу. Мадагаскар је једино познато природно станиште врсте.

## Станиште
Станиште врсте су шуме. Врста је по висини распрострањена до 1.960 метара надморске висине. Врста Brachyuromys ramirohitra је присутна на подручју острва Мадагаскар. 

## Угроженост
Ова врста је наведена као последња брига, јер има широко распрострањење и честа је врста.